# Мінковиці (Поморське воєводство)
Мінковиці (пол. Minkowice) — село в Польщі, у гміні Крокова Пуцького повіту Поморського воєводства.
Населення — 587 осіб (2011).
У 1975-1998 роках село належало до Гданського воєводства.

## Демографія
Демографічна структура станом на 31 березня 2011 року:
|          | Загалом | Допрацездатний вік | Працездатний вік | Постпрацездатний вік |
| -------- | ------- | ------------------ | ---------------- | -------------------- |
| Чоловіки | 312     | 88                 | 201              | 23                   |
| Жінки    | 275     | 80                 | 154              | 41                   |
| Разом    | 587     | 168                | 355              | 64                   |